# عمر وصفي
عمر وصفي ممثل مسرحي ومخرج سينمائي ومطرب مصري من مواليد 1874، أسمه الحقيقي (السيد عمر محمد الميقاتي)، وكان أحد أهم ممثلي فرقة أبو خليل القباني في عهدها الأخير (أبو خليل القباني: صاحب فرقة تمثيلية ومن أوائل العاملين في حقل الفن التمثيلي المسرحي). نشأ في بيئة دينية حيث كان والده يعمل مؤذنا وقارئا في مسجد الحسين، وتوفي الوالد وكان عمر في الثانية عشرة من عمره.
أنشد العديد من الأناشيد ذات الطابع الديني. ألف فرقة مسرحية عمل بها على مسرح منيرفا عام 1917، ثم كون أيضا فرقة ثانية بالإشتراك مع عبد الرحمن رشدي عام 1920 وفرقة ثالثة بالإشتراك مع الشيخ سيد درويش عام 1921. ثم كون فرقة أخرى عام 1927.
عمل كممثل أساسي وكمدير فني لفرق مسرحية عديدة مثل: «فرقة سلامة حجازي» و«جورج أبيض» و«عكاشه» و«أمين صدقي» و«الفرقة القومية المصرية». مثل أدوارا عديدة لمجموعة مسرحيات منها: «لص بغداد» و«حسان بك» و«الحماة» و«على بابا» و«الباروكة» و«أهل الكهف»، أخرج للمسرح الكثير من الأعمال مثل: «سر المنتحرة» و«العواطف».
كان له تجارب سينمائية إخراجية لعدة أفلام منها: «بنت النيل» عام 1929 بطولة «عزيزة أمير».
نشر عمر وصفي مذكراته في مجلة «الصباح» القاهرية طوال عام 1931، في 36 حلقة، كما صدر عن منشورات المتوسط -إيطاليا، كتاب بعنوان: «سيرة الأجواق المسرحية العربية في القرن التاسع عشر - مذكرات الممثلين عمر وصفي ومريم سماط» وجاء الكتاب في 256 صفحة من إعداد الروائي والباحث الفلسطيني السوري تيسير خلف المولود عام 1967 (الأجواق هي جمع كلمة جَوْق والجوق المسرحي وهو المصطلح الذي كان يستخدم في القرن التاسع عشر لما نسميه حديثاً الفرقة المسرحية).
يذكر عمر وصفي عن بداياته المسرحية ويقول أن موقف الأهالي والعائلات من عمل أولادهم في التمثيل كان موقفا سلبيا، ولذلك ومن «شدة خوفنا أن يظهر أمرنا وننكشف.. اتفقنا على أن نكتم أمرنا، وأن لا نبوح لأي كان بأننا سوف نمثل في المسرح، وكان لا بد لذلك من أن نغير أسمائنا» وهكذا أطلق على نفسه اسم عمر وصفي.
توفي عمر وصفي في عام 1945 عن عمر يناهز 71 سنة.

## قائمة أفلامه
فيلم «بنت النيل» عام 1929 (تمثيل وإخراج)
فيلم «ابن الشعب» للمخرج موريس ابتكمان، عام 1934 (تمثيل)
فيلم «وراء الستار» للمخرج كمال سليم، عام 1937 (تمثيل)
فيلم «دنانير» للمخرج أحمد بدرخان، عام 1939 (تمثيل)
فيلم «بائعة التفاح (بياعة التفاح)» للمخرج حسين فوزي، عام 1939 (تمثيل)
فيلم «العزيمة» للمخرج كمال سليم، عام 1939 (تمثيل)
فيلم «الورشة» للمخرج إستيفان روستي، عام 1940 (تمثيل)  

## وصلات خارجية
- عمر وصفي على موقع قاعدة بيانات الأفلام العربية
- عمر وصفي على موقع الدهليز
- عمر وصفي على موقع كاروهات